# Bình Sơn, Sông Công
Bình Sơn là một xã thuộc thành phố Sông Công, tỉnh Thái Nguyên, Việt Nam.

## Địa lý
Xã Bình Sơn nằm ở phía tây bắc thành phố Sông Công, cách trung tâm thành phố Sông Công 7 km, có vị trí địa lý:
- Phía đông giáp xã Bá Xuyên
- Phía tây giáp thành phố Phổ Yên
- Phía nam giáp phường Châu Sơn và thành phố Phổ Yên
- Phía bắc giáp thành phố Thái Nguyên.

Xã Bình Sơn có diện tích 27,18 km², dân số năm 2022 là 9.161 người, mật độ dân số đạt 337 người/km².

## Hành chính
Xã Bình Sơn được chia thành 25 xóm.

## Lịch sử
Sau năm 1975, Bình Sơn là một xã thuộc huyện Đồng Hỷ.
Ngày 2 tháng 4 năm 1985, Hội đồng Bộ trưởng ban hành Quyết định số 102-HĐBT về việc sáp nhập xã Bình Sơn thuộc huyện Đồng Hỷ vào huyện Phổ Yên quản lý.
Ngày 10 tháng 4 năm 1999, Chính phủ ban hành Nghị định số 18/1999/NĐ-CP về việc sáp nhập xã Bình Sơn thuộc huyện Phổ Yên vào thị xã Sông Công quản lý.
Ngày 15 tháng 5 năm 2015, Ủy ban Thường vụ Quốc hội ban hành Nghị quyết số 932/NQ-UBTVQH13 về việc thành lập thành phố Sông Công thuộc tỉnh Thái Nguyên. Xã Bình Sơn trực thuộc thành phố Sông Công.
Đến năm 2019, xã Bình Sơn được chia thành 26 xóm.
Ngày 11 tháng 12 năm 2019, HĐND tỉnh Thái Nguyên ban hành Nghị quyết số 79/NQ-HĐND về việc sáp nhập xóm Tân Sơn vào xóm Tiền Tiến.
Xã Bình Sơn có 25 xóm như hiện nay.

## Kinh tế - xã hội
Trên địa bàn xã có 2 cơ quan trung ương đóng trên địa bàn, có 4 trường học (1 trường mầm non, 2 trường tiểu học, 1 trường THCS), 1 trạm y tế và có 1 chợ.